# 1877
1877 (MDCCCLXXVII) fue un año común comenzado en lunes según el calendario gregoriano.

## Acontecimientos

### Enero
- 1 de enero: Victoria de Inglaterra, proclamada emperatriz de la India.
- 10 de enero: en España se establece el servicio militar obligatorio (cuatro años de servicio activo y cuatro en la reserva).
- 29 de enero: en Japón se desata la rebelión Satsuma.

### Febrero
- 5 de febrero: Con la colocación de la primera piedra de la Cárcel Modelo de Madrid se inicia la reforma penal en España.
- 6 de febrero: En Chile, se firma el Decreto Amunátegui con el que se le permite a las mujeres cursar estudios superiores.
- 17 de febrero: En México, Porfirio Díaz asume la presidencia por segunda ocasión.

### Marzo
- 2 de marzo: en los Estados Unidos, el presidente electo Rutherford B. Hayes, firma el Compromiso Hayes-Tilden.
- 4 de marzo: en los Estados Unidos, Rutherford B. Hayes toma posesión como presidente.
- 6 de marzo: en México, Mariano Bárcena funda el Observatorio Astronómico Nacional.

### Abril
- 24 de abril: Guerra ruso-turca. El Imperio Ruso declara la guerra al Imperio Otomano.
- 28 de abril: 
  - En Londres (Reino Unido), funda el Chelsea Football Club.
  - En Londres (Reino Unido), se inaugura el estadio Stamford Bridge.

### Mayo
- 5 de mayo: Porfirio Díaz, presidente de México.
- 9 de mayo: Un terremoto de 8,9 sacude la ciudad chilena de Iquique, generando un tsunami que deja más de 2.000 muertos.

### Junio
- 13 de junio: a unos 100 km al suroeste de Kars (Turquía) ―en el marco de la guerra ruso-turca (1877‑1878), las tropas del Ejército Imperial Ruso vencen al ejército del Imperio otomano la batalla de Zivin.
- 26 de junio: en Ecuador erupciona el volcán Cotopaxi.

### Octubre
- 13 de octubre: se fundó Ecatepec de Morelos

### Noviembre
- 21 de noviembre: en Nueva York, Thomas Edison realiza la primera grabación de sonido con su primer fonógrafo: la canción Mary had a little lamb (‘María tenía un corderito’).
- 29 de noviembre: en Nueva York, Thomas Edison presenta públicamente por primera vez el fonógrafo, un dispositivo para grabar y reproducir sonido.

### Sin fecha
- En Sudáfrica, el Imperio británico invade Transvaal y lo anexiona.
- Se extingue el eastern elk o alce del este.
- En este año Nathan Algren, un soldado del ejército de los Estados Unidos que llega a Japón en la Restauración Meiji, un período de transición que puso fin al Shogunato Tokugawa. Los clanes, señores feudales (daimyos), samuráis y shogunes gobernaron Japón durante años. El capitán Nathan le es encomendado formar un ejército, para ir detrás del enemigo del Japón o de la modernidad.
- En Chile Erupciona el Volcán Llullaillaco.

## Arte y literatura
- Coventry Patmore: Eros desconocido.
- Émile Zola: La taberna.
- Gustave Flaubert: Tres cuentos.
- Henrik Ibsen: Las columnas de la sociedad.
- Jacinto Verdaguer: La Atlántida.
- León Tolstói: Anna Karenina
- Auguste Rodin: La edad del bronce (escultura).
- Edouard Manet: El suicidio.
- Eduardo Pondal: Rumores de los Pinos.

## Música
- En Cuba se crea el danzón, precursor del mambo y primer baile nacional cubano.
- Modest Músorgski publica su obra Cantos y danzas de la muerte.

## Ciencia y tecnología
- Thomas Alva Edison: Fonógrafo y micrófono.
- Giovanni Schiaparelli descubre el "canal de Marte".
- Zöllner: "Tratado sobre el espiritismo".

## Nacimientos

### Enero
- 24 de enero: Louise van den Plas, feminista belga (f.1968)

- 26 de enero: Kees Van Dongen, pintor neerlandés (f. 1968).

### Febrero
- 17 de febrero: Isabelle Eberhardt, escritora suiza (f. 1904).
- 21 de febrero: Enrique Mosconi, militar argentino (f. 1940).
- 25 de febrero: Manuel González García, religioso español (f. 1940).

### Marzo
- 22 de marzo: Jorge Ánckermann, pianista, director de orquesta y compositor cubano (f. 1941).

### Abril
- 2 de abril: Frederick Soddy, químico británico, premio nobel de química en 1921 (f. 1956).
- 5 de abril: Walter Sutton, biólogo estadounidense (f. 1916).
- 11 de abril: Wenceslau Dutrem Solanich, químico, farmacéutico y anarquista español (f. 1957).

### Mayo
- 3 de mayo: Karl Abraham, psicoanalista alemán (f. 1925).
- 19 de mayo: Avel Yenukidze, político soviético, firmante de la ley de las espigas (f. 1937).
- 27 de mayo: Isadora Duncan, bailarina y coreógrafa estadounidense (f. 1927).

### Junio
- 4 de junio: Heinrich Otto Wieland, químico alemán, premio nobel de química en 1927 (f. 1957).
- 7 de junio: Charles Glover Barkla, físico británico, premio nobel de física en 1917 (f. 1944).
- 30 de junio: Julio Mangada, militar español (f. 1946).

### Julio
- 2 de julio: Hermann Hesse, escritor alemán (f. 1962).
- 17 de julio: Hermann Jadlowker, tenor letón de origen judío (f. 1953).

### Agosto
- 15 de agosto: Eugenio Baroffio, arquitecto uruguayo (f. 1956).
- 20 de agosto: Rodolfo Mondolfo, filósofo italiano (f. 1976).

### Septiembre
- 1 de septiembre: Francis William Aston, físico y químico británico, premio nobel de química en 1922 (f. 1945).
- 6 de septiembre: Buddy Bolden, trompetista estadounidense (f. 1931).
- 25 de septiembre: Plutarco Elías Calles, político mexicano, presidente entre 1924 y 1928 (f. 1945).

### Octubre
- 2 de octubre: Michel-Dimitri Calvocoressi, escritor y crítico musical francés (f. 1944).
- 6 de octubre: Pachín de Melás, escritor español (f. 1938).
- 15 de octubre: Ricardo León, escritor español (f. 1943).

### Noviembre
- 22 de noviembre: Hans Gamper fundador del Fútbol Club Barcelona (f. 1930).
- 24 de noviembre: Alben W. Barkley vicepresidente estadounidense (f. 1956).

### Diciembre
- 15 de diciembre: Emilia de Sousa Costa, escritora y feminista portuguesa (f. 1959).

## Fallecimientos

### Enero
- 4 de enero: Cornelius Vanderbilt, industrial estadounidense. (n. 1794).

### Marzo
- 14 de marzo: Juan Manuel de Rosas, político argentino, gobernador de Buenos Aires (1829-1832) y (1835-1852) (n. 1793).
- 23 de marzo: John D. Lee, político y religioso mormón, el único enjuiciado por la masacre de Mountain Meadows (n. 1812).

### Abril
- 7 de abril: Fernán Caballero (Cecilia Bohl de Faber) escritora española. (n. 1796).

### Mayo
- 21 de mayo: José María del Canto Marín de Poveda, militar chileno.
- 27 de mayo: Pedro Mata, periodista, escritor, político y médico español.

### Junio
- 3 de junio: Elizabeth F. Ellet, escritora, historiadora y poetisa estadounidense (n. 1818).

### Agosto
- 19 de agosto: Brigham Young, político, religioso y segundo presidente de los mormones (n. 1801).

### Septiembre
- 24 de septiembre: Saigō Takamori, último samurái (n. 1828).
- 26 de septiembre: Hermann Grassmann, lingüista y matemático alemán (n. 1809).

### Octubre
- 25 de octubre: Julián Escalante y Moreno, gobernador de Sonora.
- 28 de octubre: Johann von Herbeck, compositor y director austriaco (n. 1831).

### Diciembre
- 10 de diciembre: Federico Ricci, compositor italiano (n. 1809).
- 12 de diciembre: José de Alencar, escritor, periodista y político brasileño (n. 1829).
- 31 de diciembre: Gustave Courbet, pintor realista francés (n. 1819).
- 29 de diciembre: Angelica van Buren,primera dama de los Estados Unidos  (n. 1818).